# Parisa Liljestrand
Parisa Molagholi Liljestrand, född Molagholi den 15 mars 1983 i Oshnavie i Iran, är en svensk moderat politiker. Sedan 2022 är hon Sveriges kulturminister i regeringen Kristersson.

## Biografi
När Parisa Liljestrand var fyra år flydde familjen från Iran efter shahens fall och under Iran-Irak-kriget. Hennes far var pilot i det iranska försvaret och kunde stjäla en helikopter och flyga familjen ut ur landet. Efter ett halvårs uppehälle på flyktingförläggningen i Surahammar hamnade familjen slutligen i Vallentuna. I en artikel i Svenska Dagbladet 2016 berättade hon att hon "tar varje tillfälle" att fira både svenska och persiska högtider.
Parisa Liljestrand utbildade sig till lärare på Uppsala universitet 2001–2007. Hon var rektor i Vaxholm fram till 2018.
Hon var 2002 med och grundade det direktdemokratiska partiet DemoEx, som hon representerade i kommunfullmäktige i Vallentuna kommun 2002–2009. År 2010 engagerade hon sig istället i Moderaterna. 2015 blev hon kommunstyrelsens ordförande i Vallentuna kommun, vilket hon var fram till att hon blev statsråd 2022. Hon har också varit ordförande i kommunens näringslivs- och arbetsmarknadsutskott, plan- och miljöutskott, i Vallentuna Förvaltning AB och i barn- och ungdomsnämnden.
När Ulf Kristersson bildade regering 2022 utnämnde han Liljestrand till kulturminister. Hon uttalade vid tillträdet att "kulturen mår bra av mer borgerlig politik där vi värnar det frihetliga, de demokratiska värdena och oberoendet, inte minst".
Parisa Liljestrand är gift och har tre barn.

## Utmärkelser
- Storkors av Dannebrogorden, 26 april 2024.[10]